# Yurchenko (volteggio)
Yurchenko è un elemento del volteggio e di un gruppo di elementi della ginnastica artistica. Il movimento Yurchenko deriva la sua denominazione dalla ginnasta sovietica Natalia Yurchenko che l'ha proposto per la prima volta nei primi anni ottanta.

## Esecuzione
Nel movimento Yurchenko, l'atleta esegue una rondata sulla pedana con successivo flick flack indietro con appoggio delle mani sulla tavola del volteggio. Dopo aver effettuato la seconda spinta sulla tavola esegue il volteggio vero e proprio, che può essere composto da elementi semplici o elementi più complessi: da singole rotazioni o avvitamenti, a rotazioni o avvitamenti multipli.

## Varianti
Qualsiasi volteggio che ha l'approccio al trampolino con una rondata è classificato come Yurchenko dal Codice dei Punti della FIG. Esistono numerose varianti introdotte dai ginnasti nelle competizioni internazionali. Ginnasti e allenatori continuano tutt'oggi a sviluppare versioni più difficili dello Yurchenko.
Alcuni dei più comuni volteggi in "stile Yurchenko", secondo la classificazione del Codice dei Punti della FIG, includono:

### Flic flac
- Yurchenko: Rondata, flic-flac in prevolo; salto indietro raccolto in volo
- Dungelova: Rondata, flic-flac in prevolo; salto indietro raccolto con 2 avvitamenti (720°) in volo
- Baitova: Rondata, flic-flac in prevolo; salto indietro teso con 2 avvitamenti (720°) in volo
- Amanar: Rondata, flic-flac in prevolo; salto indietro teso con 2 avvitamenti e 1/2 (900°) in volo
- Luconi: Rondata, flic-flac con 1 avvitamento (360°) in prevolo; salto indietro raccolto in volo

### Flic flac con mezzo avvitamento in prevolo
- Ivantcheva: Rondata, flic-flac con 1/2 avvitamento (180°) in prevolo; salto avanti raccolto in volo
- Servente: Rondata, flic-flac con 1/2 avvitamento (180°) in prevolo; salto avanti raccolto con 1/2 avvitamento (180°) in volo
- Khorkina: Rondata, flic-flac con 1/2 avvitamento (180°) in prevolo; salto avanti raccolto con 1 avvitamento e 1/2 (540°) in volo
- Omelianchik: Rondata, flic-flac con 1/2 avvitamento (180°) in prevolo; salto avanti carpiato[1] in volo
- Podkopayeva: Rondata, flic-flac con 1/2 avvitamento (180°) in prevolo; salto avanti carpiato con 1/2 avvitamento (180°) in volo
- Cheng: Rondata, flic-flac con 1/2 avvitamento (180°) in prevolo; salto avanti teso con 1 avvitamento e 1/2 (540°) in volo
- Biles: Rondata, flic-flac con 1/2 avvitamento (180°) in prevolo; salto avanti teso con 2 avvitamenti (720°) in volo